# Anastasios Lagos
Anastasios Lagos (em grego:  Αναστάσιος Λαγός; Almyros, 12 de abril de 1992) é um futebolista profissional grego, que atua como Volante, atualmente defende o Panathinaikos.

## Títulos

### Panathinaikos
- Copa da Grécia: 2013–14